# باربارا روگوفسکا
باربارا روگوفسکا (لهستانی: Barbara Rogowska؛ ‏ تلفظ لهستانی: [barˈbara rɔˈɡɔfska]؛ ‏ زادهٔ ۱۹ ژوئن ۱۹۵۳) بازیگر و کمدین اهل لهستان است.
از فیلم‌هایی که وی در آن‌ها نقش داشته‌است، می‌توان به «یک میلیون دلار» (۲۰۱۰) اشاره نمود.